# Comté de Wood (Virginie-Occidentale)
Pour les articles homonymes, voir Comté de Wood.
Le comté de Wood est un comté des États-Unis situé dans l’État de Virginie-Occidentale. En 2013, la population était de 86 569 habitants. Son siège est Parkersburg. Le comté a été créé en 1798 à partir du comté de Harrison, et doit son nom à James Wood, gouverneur de Virginie de 1796 à 1799.

## Principales villes
- North Hills
- Parkersburg
- Vienna
- Williamstown